# Se piove per San Barnabà l'uva bianca se ne va

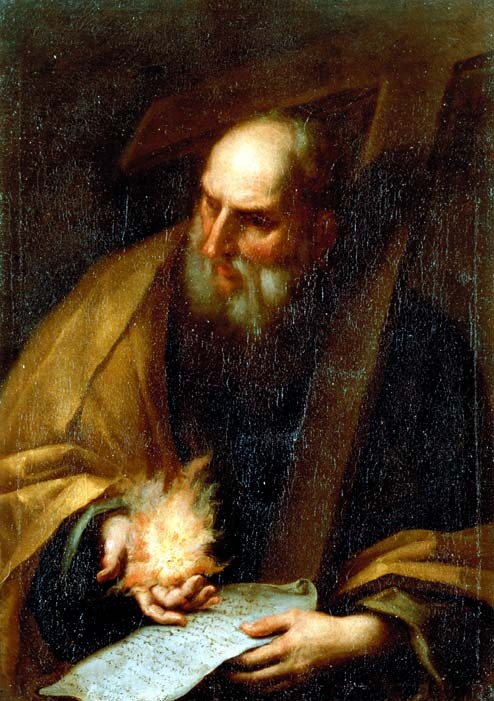
San Barnaba, di Anonimo lombardo, Quadreria arcivescovile di Milano

Se piove per San Barnabà l'uva bianca se ne va è un proverbio popolare a sfondo laico e religioso nello stesso tempo, dato che si occupa delle abitudini indotte dalle caratteristiche meteo del mese di giugno e dalle esigenze dell'agricoltura, ma anche di ricordare la festività di san Barnaba.

## La pioggia e il vino
La festività cadeva il 9 giugno e il proverbio ci ricorda che l'uva bianca è più delicata di quella nera e di quanto incida il tempo cattivo sull'esito del lavoro del contadino.

## San Barnaba e il giorno più lungo
È un proverbio molto antico visto che era storicamente vero fino alla riforma gregoriana del 1582; oggi il solstizio d'estate cade il 21 giugno e quindi il detto popolare non può essere più confermato.

## San Barnaba e i prati
Il proverbio ci rammenta che nel periodo della festività si usa falciare i prati.

## San Barnaba e la segale
È un proverbio veneto che ci informa sui lavori dei campi stagionali.

## San Barnaba e l'uva
È un momento delicato per l'uva, non solo a causa della pioggia, ma anche perché passa da fiore a frutto. Può avvenire il fenomeno della colatura dei fiori, a causa di una brutta potatura o per una mancata robustezza della pianta della vite.